# 魏美人
魏美人（？—1143年），宋哲宗的妃嬪。
魏氏在哲宗时为御侍，宋徽宗崇宁元年（1102年）正月封安定郡君，大观元年（1107年）五月进封才人，大观二年（1108年）二月进封美人，宋高宗绍兴四年（1134年）二月，南迁后的魏美人转为婕妤，后进封修容，绍兴十三年（1143年）十二月魏修容卒，赠婉仪。